# کاکس آزادی

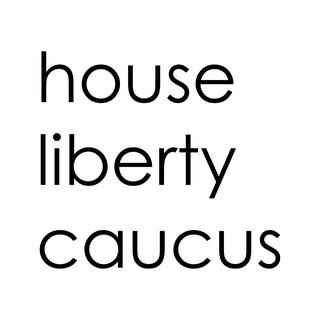
کاکس آزادی

کاکس آزادی (به انگلیسی: Liberty Caucus) گروهی از اعضای جمهوری‌خواه مجلس نمایندگان ایالات متحده است. این گروه هر پنجشنبه در واشینگتن، دی. سی. میزبان یک ضیافت ناهار است. این گروه بنا به گفتهٔ وبگاه آن، حامی حقوق فردی، دولت محدود، و سرمایه‌داری است. هم‌اکنون جاستین اماش ریاست این گروه را بر عهده دارد.

## اعضا
- اندی بیگز از آریزونا
- مورگان گریفیث ازویرجینیا[۱]
- کتی مک‌موریس راجرز از واشینگتن[۲][۳]
- اسکات پری of Pennsylvania
- تیم والبرگ از میشیگان[۴]
- پال گوسار از آریزونا[۵][۶]
- جیم جردن از اوهایو[۷]
- توماس مسی از کنتاکی[۷]
- تام مک‌کلینتاک از کالیفرنیا[۵]
- دیوید شویکرت از آریزونا[۵]
- جیسون اسمیت ازمیسوری[۸][منبع بهتری نیاز است]

### اعضای پیشین
- ران پال از تگزاس (رئیس پیشین)
- جف فلیک از آریزونا
- ترنت فرنکس از آریزونا
- اسکات گرت از نیو جرسی
- جک کینگستون از جورجیا
- بیل پسی از فلوریدا
- پت تومی از پنسیلوانیا
- تد یوهو از فلوریدا[۵]
- تری گاودی از کارولینای جنوبی[۵]
- اندی هریس از مریلند[۵]
- والتر بی. جونز ازکارولینای شمالی[۵]
- مارک میدوز از کارولینای شمالی[۷]
- رید ریببل از ویسکانسین[۸]
- دینا روراباکر از کالیفرنیا[۸]
- تاد رکیتا از ایندیانا[۵]
- مارک سنفورد از کارولینای جنوبی[۵]
- جاستین اماش از میشیگان، رئیس سابق[۷][۹]
- دیو برت از ویرجینیا[۱۰]
- جیم بریدنستین از اوکلاهما[۵]
- رائول لابرادور از آیداهو[۷]
- تداپو از تگزاس[۸]
- بیل پسی از فلوریدا[۸]
- مایکل بورگس از تگزاس[نیازمند منبع]
- جیسون چیفیتس از یوتا[۱۱]
- ران دی‌سنتیس از فلوریدا[۵]
- جف دانکن از کارولینای جنوبی[۵][۱۲]
- جیمی دانکن از تنسی[۵]
- لوئی گومرت از تگزاس[۵]